# Kochius magdalensis
Espèce
Synonymes
- Vaejovis magdalensis Williams, 1971

Kochius magdalensis est une espèce de scorpions de la famille des Vaejovidae.

## Distribution
Cette espèce est endémique de Basse-Californie du Sud au Mexique. Elle se rencontre dans la plaine Magdalena.

## Description
Le mâle holotype mesure 39,0 mm et la femelle paratype 43,0 mm.

## Systématique et taxinomie
Cette espèce a été décrite sous le protonyme Vaejovis magdalensis par Williams en 1971. Elle est placée dans le genre Kochius par Soleglad et Fet en 2008.

## Étymologie
Son nom d'espèce, composé de magdal[ena] et du suffixe latin -ensis, « qui vit dans, qui habite », lui a été donné en référence au lieu de sa découverte, la plaine Magdalena.

## Publication originale
- Williams, 1971 : « New and little known scorpions belonging to the punctipalpi group of the genus Vaejovis from Baja California, Mexico, and adjacent area (Scorpionida: Vaejovidae). » The Wasmann Journal of Biology, vol. 29, no 1, p. 37-63 (texte intégral).